# Tite
Tite és una vila i un sector de Guinea Bissau, situat a la regió de Quinara. Té una superfície 700 kilòmetres quadrats. En 2008 comptava amb una població de 14.902 habitants.